# Landschaftsschutzgebiet Elberg
Das etwa 38 Hektar große Landschaftsschutzgebiet Elberg befindet sich grenzüberschreitend in den beiden kreisangehörigen Städten Wetter (Ruhr) und Witten in Nordrhein-Westfalen. Es wurde 1984 im Zuge der Landschaftsplanaufstellung des Ennepe-Ruhr-Kreises eingerichtet und trägt im Teilplan für den „Raum Witten–Wetter–Herdecke“ die laufende Nummer 2.2.19.

## Geographie
Die Gemeindegrenze zwischen Wetter und Witten wird im Norden des Landschaftsschutzgebiets auf etwa 460 m Länge von der Deipenbecke, einem der Ruhr zufließenden Bach, gebildet. Insgesamt gehören etwa 94,1 Prozent der Schutzgebietsfläche zum Wetteraner Stadtgebiet (Gemarkung Wengern), etwa 5,9 Prozent nördlich der Deipenbecke gehören zum Wittener Stadtgebiet (Gemarkung Bommern). 
Das Landschaftsschutzgebiet besteht aus zwei Teilbereichen südwestlich und östlich der flachen Elberg-Kuppe (159,4 m). Die namengebende Anhöhe selbst liegt außerhalb des LSGs. Voneinander getrennt sind die beiden LSG-Teilbereiche durch Wohnbebauung entlang der Höltkenstraße. 
Geprägt ist das Landschaftsbild im LSG von Laubwald und Grünland mit gliedernden Gehölzgruppen, von Altbaumbeständen und zwei Siepen mit Feuchtwiesen und Kleingewässern. Innerhalb des Schutzgebiets gibt es einen Höhenunterschied von 63 m.
Der etwa 17,3 ha große südwestliche Teilbereich liegt zwischen den Wetteraner Ortsteilen Wengern und Trienendorf. Er schließt den der Elbsche zuströmenden Opfersiepen ein. Der etwa 20,8 ha große östliche Teilbereich liegt zwischen Wengern und dem Wittener Stadtteil Bommern. Er schließt den Deipenbecke-Siepen ein. Beide Teilbereiche werden jeweils im Osten von der Trasse der ehemaligen Elbschetalbahn begrenzt. Gequert wird das Schutzgebiet in Ost-West-Richtung von einer 220-kV-Hochspannungsleitung der RWE/Amprion. 
An die beiden Siepen des Landschaftsschutzgebiets grenzen zwei Friedhöfe an: im Süden der ev. Friedhof Wengern, im Norden der ev. Friedhof Bommern. In den bewaldeten Siepenbereichen verlaufen jeweils Pfade, die vor allem von der lokalen Bevölkerung und von Friedhofsbesuchern zur Erholung genutzt werden. An der Deipenbecke erinnert der Fabriciusstein an den Wengeraner Pfarrer Johannes Fabricius, der dort während eines Pestausbruchs 1636 Gottesdienste unter freiem Himmel abhielt.

## Stadtplanung
Die Stadt Wetter sieht in ihrem Flächennutzungsplan vor, einen rund 2,8 Hektar großen Grünlandbereich des Landschaftsschutzgebiets für den Neubau eines Wohngebiets zu beanspruchen. Diese Fläche befindet sich im Süden des östlichen LSG-Teilbereichs zwischen der Höltkenstraße und dem Deipenbecker Weg. Sie grenzt direkt an einen Laubwaldbestand innerhalb des Schutzgebiets. Ein Bebauungsplanverfahren wurde Anfang 2015 eingeleitet.